# Loxilobus
Loxilobus is een geslacht van rechtvleugeligen uit de familie doornsprinkhanen (Tetrigidae). De wetenschappelijke naam van dit geslacht is voor het eerst geldig gepubliceerd in 1904 door Hancock.

## Soorten
Het geslacht Loxilobus omvat de volgende soorten:
- Loxilobus accola Rehn, 1952
- Loxilobus acutus Hancock, 1904
- Loxilobus angulatus Hancock, 1909
- Loxilobus assamus Hancock, 1907
- Loxilobus bantu Rehn, 1930
- Loxilobus brunneri Günther, 1938
- Loxilobus celebensis Günther, 1937
- Loxilobus compactus Walker, 1871
- Loxilobus desiderius Günther, 1938
- Loxilobus formosanus Günther, 1941
- Loxilobus insidiosus Bolívar, 1887
- Loxilobus karnyi Günther, 1938
- Loxilobus kraepelini Günther, 1938
- Loxilobus leveri Günther, 1938
- Loxilobus luzonicus Bruner, 1915
- Loxilobus manillensis Bruner, 1915
- Loxilobus novaebritanniae Günther, 1938
- Loxilobus prominenoculus Zheng & Li, 2001
- Loxilobus pulcher Bolívar, 1887
- Loxilobus pullus Bolívar, 1887
- Loxilobus rugosus Bolívar, 1887
- Loxilobus saigonensis Günther, 1938
- Loxilobus striatus Hancock, 1915
- Loxilobus truncatus Hancock, 1907
- Loxilobus willemsei Günther, 1938